# فهرست مجموعه‌های تلویزیونی دنیای سینمایی مارول
مجموعه‌های تلویزیونی دنیای سینمایی مارول (MCU) برنامه‌های تلویزیونی ابرقهرمانی آمریکایی هستند که بر اساس شخصیت‌هایی ساخته شده‌اند که در انتشارات مارول کامیکس ظاهر می‌شوند. برنامه‌ها از سال ۲۰۱۳ در حال تولید است و در آن زمان تلویزیون مارول و ای بی سی استودیوز به همراه بخش تولید آن ای بی سی سیگناتور استودیوز، ۱۱ سریال را در سراسر جهان پخش، استریم و تلویزیون کابلی در ای بی سی، نتفلیکس و هولو و فریفورم، به ترتیب آغاز کرده‌اند. آنها حداقل دو سریال دیگر در مراحل مختلف توسعه دارند، و با مارول استودیوز - استودیوی تولیدی در پشت فیلم‌های MCU - حداقل هشت سریال در حال ساخت برای دیزنی+ دارند.
اولین سریال تلویزیونی در MCU، ماموران شیلد بود، که در فصل تلویزیونی ۲۰۱۳–۱۴ شروع به پخش از ABC کرد و در فصل تلویزیونی ۲۰۱۴–۱۵ به مامور کارتر پیوست. مارول بعداً یک همکاری منحصر به فرد با آی مکس اینترتینمنت انجام داد تا ناانسان‌ها در سال ۲۰۱۷ قبل از پخش آن در ABC در فصل تلویزیونی ۲۰۱۷–۱۸، در سالن‌های آی مکس باشد. سریال‌های نتفلیکس مارول در سال ۲۰۱۵ با پخش دردویل و جسیکا جونز آغاز شد و به دنبال آن لوک کیج در سال ۲۰۱۶ بود. آیرون فیست، مینی سریال مربوط مدافعان و پانیشر در سال ۲۰۱۷ منتشر شدند. سریال‌های هولو در سال ۲۰۱۷ با فراری‌ها آغاز شد و با هل استروم ادامه یافت، که در ۲۰۲۰ منتشر شد. علاوه بر این، MCU در سال ۲۰۱۸ در فریفورم با شنل و خنجر گسترش یافت. وانداویژن اولین سریال برای دیزنی + بود، که در سال ۲۰۲۰ پخش شد و پس از آن فالکون و سرباز زمستان، لوکی، انیمیشن چه می‌شود اگر … ؟، و هاکای، همگی در سال ۲۰۲۱ پخش شدند. خانم مارول، شوالیه ماه و هالک-دخت نیز پخش شده اند.
بازیگران این سریالها عبارتند از: کلارک گرگ درنقش فیل کولسون در مأموران شیلد و هایلی اتول درنقش پگی کارتر در مأمور کارتر، هر دو نقش‌های خود را از فیلم‌های MCU بازی می‌کنند، در حالی که آنسون مونت نقش اصلی را در ناانسان‌ها درنقش بلک بلت بازی می‌کند. دردویل در فصل دومش چارلی کاکس را در نقش مت مورداک / دردویل و همچنین جان برنتال درنقش فرانک کسل / پانیشر معرفی می‌کند که نقش خود را به عنوان قهرمان سریال پانیشر تکرار می‌کند. جسیکا جونز کریستن ریتر را درنقش جسیکا جونز و مایک کولتر را درنقش لوک کیج معرفی می‌کند، در حالی که دومین بازیگر سریال نیز نقش اصلی سریال لوک کیج را برعهده دارد. فین جونز درنقش دنی رند / آیرون فیست در آیرون فیست بازی می‌کند و به ترتیب کاکس، ریتر و کولتر برای سریال مدافعان به هم دیگر می‌پیوندد. فراری‌ها از گروهی به همین نام تشکیل شده‌است، بازیگرانی از جمله رنزی فیلیز درنقش الکس وایلدر، و والدین آنها از جمله رایان ساندز درنقش جفری وایلدر بازی می‌کنند، در حالی که هلستروم به ترتیب تام آستین و سیدنی لمون درنقشهای دایمون و آنا هل‌استروم بازی می‌کند. اولیویا هولت و آبری جوزف نقش‌های اصلی شنل و خنجر را به ترتیب تندی بوون / خنجر و تیرون جانسون / شنل بازی می‌کنند و در فصل سوم فراری‌ها نقش‌های خود را دوباره تکرار می‌کنند. آنتونی مکی، سباستین استن، الیزابت اولسن، پل بتانی، تام هیدلستون و جرمی رنر نقش‌های خود را به ترتیب سم ویلسون / فالکون، باکی بارنز / سرباز زمستان، واندا ماکسیموف / اسکارلت ویچ، ویژن، لوکی و کلینت بارتون / هاکای از فیلم‌های MCU در سریال‌های دیزنی + خود بازی می‌کنند، با جفری رایت که در سریال چه می‌شود اگر …؟ درنقش صدای آتو / ناظر بازی می‌کند.

## تلویزیون مارول

### سریال‌های ای‌بی‌سی

#### مأموران شیلد مارول (۲۰۱۳–۲۰۲۰)
مأمور فیل کولسون تیم کوچکی از مأموران شیلد (ادارهٔ مداخله استراتژیک و لجستیک خطر جاسوسی) را برای رسیدگی به پرونده‌های جدید عجیب جمع‌آوری می‌کند. پس از کشف پروژه هزارپا و رهبر آنها، «روشن بین»، که وابسته به هایدرا، یک سازمان تروریستی بود، کولسون و تیم وی باید با اعضای هایدرا هنوز هم به‌طور گسترده در پی نفوذ هایدرا در شیلد و تخریب آن برخورد کنند و آن را از بین ببرد، در حالی که به دنبال هم هستند، برای بازگرداندن اعتماد از دولت و مردم نیز باید تلاش کنند در پی جنگ‌های شیلد با هایدرا و ناانسان‌ها، که یک تیم از ابرانسانها است، کولسون یک مأموریت مخفی برای محافظت از جهان در برابر تهدیدهای جدید آغاز می‌کند. پس از شکست ناانسان کندو و با هایدرای نابود شده، شیلد بار دیگر با تشکیل یک تشکیلات، با بازگشت کولسون به عنوان سرپرست میدانی می‌دهد، و همچنین وظیفه پیگیری افراد پیشرفته تر از جمله—رابی رایز / روح سوار— نیز به عهده دارند، مأمور لئو فیتز و دکتر هولدن رادکلیف کار خود را در مورد مزاحمت‌های مدل زندگی پایان می‌رسانند. کولسون و اعضای تیم وی سرانجام در فضای عمیق به آینده ربوده می‌شوند و در آنجا باید بفهمند که چگونه می‌توانند به خانه بیایند، بشریت را نجات دهند.
در اوت ۲۰۱۲، ای بی سی دستور داد یک آزمایشی برای نشان دادن سریالی بانام شیلد، توسط جاس ویدون، جد ویدون، و ماریسا تنچرون نوشته شود، و توسط جاس ویدون کارگردانی شود. در تاریخ ۶ آوریل ۲۰۱۳، ای بی سی اعلام کرد که نام این سریال مأموران شیلد مارول خواهد بود و به‌طور رسمی سفارش داده شد تا ساخت فصل اولش در تاریخ ۱۰ مه ۲۰۱۳ شروع شود. جد ویدون، ماریسا تنچرون و جفری بل شورانرهای سریال هستند، در حالی که کلارک گرگ نقش خود را از فیلمها درنقش فیل کولسون تکرار می‌کند. این سریال برای یک فصل دیگر تمدید شد و ساختش از تاریخ ۸ مه ۲۰۱۴ شروع شد، ساخت فصلهای سوم در ۷ مه ۲۰۱۵، چهارم در ۳ مارس ۲۰۱۶، و پنجم در ۱۱ مه ۲۰۱۷ شروع شدند، همچنین ساخت فصلهای فصل ششم در ۱۴ مه ۲۰۱۸، و یک هفتم در ۱۶ نوامبر ۲۰۱۸ شروع شدند؛ فصل ششم و هفتم هر دو از ۱۳ قسمت تشکیل شده‌اند. فصل هفتم به عنوان فصل آخر سریال فعالیت خواهد کرد.
اولین فصل که در ۲۴ سپتامبر ۲۰۱۳ آغاز به کار کرد، قسمت‌هایی پخش کرد که مستقیماً با وقایع در فیلم‌های ثور: دنیای تاریک و کاپیتان آمریکا: سرباز زمستان مربوط می‌شود. افشاگری در کاپیتان آمریکا: سرباز زمستان که شیلد توسط هایدرا نفوذ شده بود تأثیر زیادی در این سریال گذاشت. با توجه به هم افزایی این برنامه با پرداختن به وقایع این فیلم، جف لوب رئیس تلویزیون مارول گفت: «این یک تجربه بسیار منحصر به فرد است که در هیچ‌کجای دیگر در تجارت سرگرمی وجود ندارد.» فصل دوم که در ۲۳ سپتامبر ۲۰۱۴ آغاز به کار کرد، ناانسان‌ها را پیش از سریال تلویزیونی مختص به خود به MCU معرفی می‌کند علاوه بر این، یک نقطه طرح تکراری در دو فصل اول شامل بدن یکی از نژادهای کری بود که نقش مهمی در نگهبانان کهکشان ایفا می‌کند. فصل سوم، که در ۲۹ سپتامبر ۲۰۱۵ آغاز به کار کرد، تیم جنگجویان مخفی را با شخصیت‌های جدید ناانسانی با الهام از کمیکی به همین نام معرفی می‌کند، و همچنین مزاحمت‌های مدل زندگی را. فصل چهارم، که در تاریخ ۲۰ سپتامبر ۲۰۱۶ آغاز به کار کرد، رابی رایز / روح سوار به MCU معرفی می‌کند، و با فصل دوم مأمور کارتر و دکتر استرنج نیز ارتباط دارد. چهار قسمت آخر فصل پنجم که در ۱ دسامبر ۲۰۱۷ پخش شد، همزمان با وقایع انتقام جویان: جنگ ابدیت است. ششمین فصل این سریال در ۱۰ مه ۲۰۱۹ پخش شد.
در فصل اول، ساموئل ال. جکسون، کوبی اسمالدرز، ماکسیمیلیانو هرناندز، تیتوس ولیور و جیمی الکساندر همگی نقش‌های خود را به ترتیب نیک فیوری، ماریا هیل، جاسپر سیت ول، فلیکس بلیک و سیف به ترتیب از فیلم‌های قبلی MCU و تک برداشت‌ها تکرار می‌کنند. در فصل دوم، الکساندر و اسمالدرز برمی گردند، همچنین در حالی که هایلی اتول، نیل مک دوناف، کنت چوی، و هنری گودمن نقش‌های خود را به ترتیب پگی کارتر، تیموتی «دام دام» دوگان، جیم جیمیتا و لیست به ترتیب از فیلم‌های قبلی MCU تکرار می‌کنند. در فصل سوم، ویلیام سدلر نقش خود را به عنوان متیو الیس از فیلم‌های MCU تکرا می‌کند، و پاورز بوث نام نقش خود یعنی شخصیت انتقام جویان به جیدون مالیک، تغییر نام می‌دهد.

#### مأمور کارتر مارول (۲۰۱۵–۲۰۱۶)
در سال ۱۹۴۶، پگی کارتر باید ضمن انجام کارهایی مخفیانه با هاوارد استارک، که خود را به دلیل تهیه سلاح‌های کشنده برای دشمنان ایالات متحده، مسئول می‌دانست، باید کارهای روزمره ای را که برای ذخیره استراتژیک علمی انجام می‌داد، متعادل کند. کارتر به کمک ادوین جارویس، خدمتکتار استارک، برای یافتن افراد مسئول و دور انداختن سلاح‌ها به این کار کمک می‌کند. سرانجام کارتر در پی جنگ جهانی دوم از نیویورک سیتی به لس آنجلس حرکت می‌کند تا با تهدیدهای عصر جدید اتمی مقابله کند و دوستان جدید و خانه جدیدی پیدا کند و عشق جدید بالقوه ای کسب کند.
تا سپتامبر ۲۰۱۳، مارول در حال ساخت سریالی با الهام ازتک برداشت مأمور کارتر با بازی پگی کارتر بود، و در ژانویه سال ۲۰۱۴ این سریال در حال توسعه بود که فیلمنامه آن برای یک آزمایشی توسط کریستوفر مارکوس و استیون مک فیلی نویسندگان کاپیتان آمریکا: نخستین انتقام جو و کاپیتان آمریکا: سرباز زمستان نوشته شده‌است. در ۸ مه ۲۰۱۴، ای بی سی رسماً سفارش سریال مأمور کارتر را داد. تارا باترز، میشل فازکاس و کریس دینگس به عنوان شورانرهای سریال در این سریال فعالیت می‌کنند، در حالی که هایلی اتول نقش خود را از فیلم‌ها درنقش پگی کارتر بازپس می‌گیرد. این سریال برای ساخت یک فصل دیگر در ۷ مه ۲۰۱۵، تمدید شد و در ۱۲ مه ۲۰۱۶ توسط ای بی سی رسماً لغو شد.
فصل اول که در ۶ ژانویه ۲۰۱۵ به نمایش درآمد، ریشه برنامه‌های بیوه سیاه و سرباز زمستان تعریف می‌کند که هر دو در چندین فیلم MCU ظاهر می‌شوند. فصل دوم، که در ۱۹ ژانویه ۲۰۱۶ به نمایش درآمد، شخصیت دارک فورس را به نمایش درآورد، که با شخصیت مارکوس دانیلز در مأموران شیلد و دکتر استرنج مرتبط است.
در فصل اول، دومینیک کوپر نقش خودرا یعنی هاوارد استارک از کاپیتان آمریکا: نخستین انتقام جو در این تکرار کرد. جیمز دارسی ادوین جارویس را نقش آفرینی می‌کند، خدمتکار استارک در این سریال که سرانجام الهام بخش هوش مصنوعی تونی استارک یعنی جارویس است کاستا رونین جوانی‌های آنتون وانکو، خالق سازنده رآکتور قوس را با استارک نقش آفرینی می‌کند. کریس ایوانز از طریق فیلم‌های بایگانی شده از نخستین انتقام جو درنقش استیو راجرز / کاپیتان آمریکا ظاهر می‌شود. مک دوناف و توبی جونز ترتیب نقشهای خود را به ترتیب دوگان و آرنیم زولا بازی می‌کنند. در فصل دوم، کوپر برای تکرار نقش خود بازمی‌گردد.

#### ناانسان‌های مارول (۲۰۱۷)

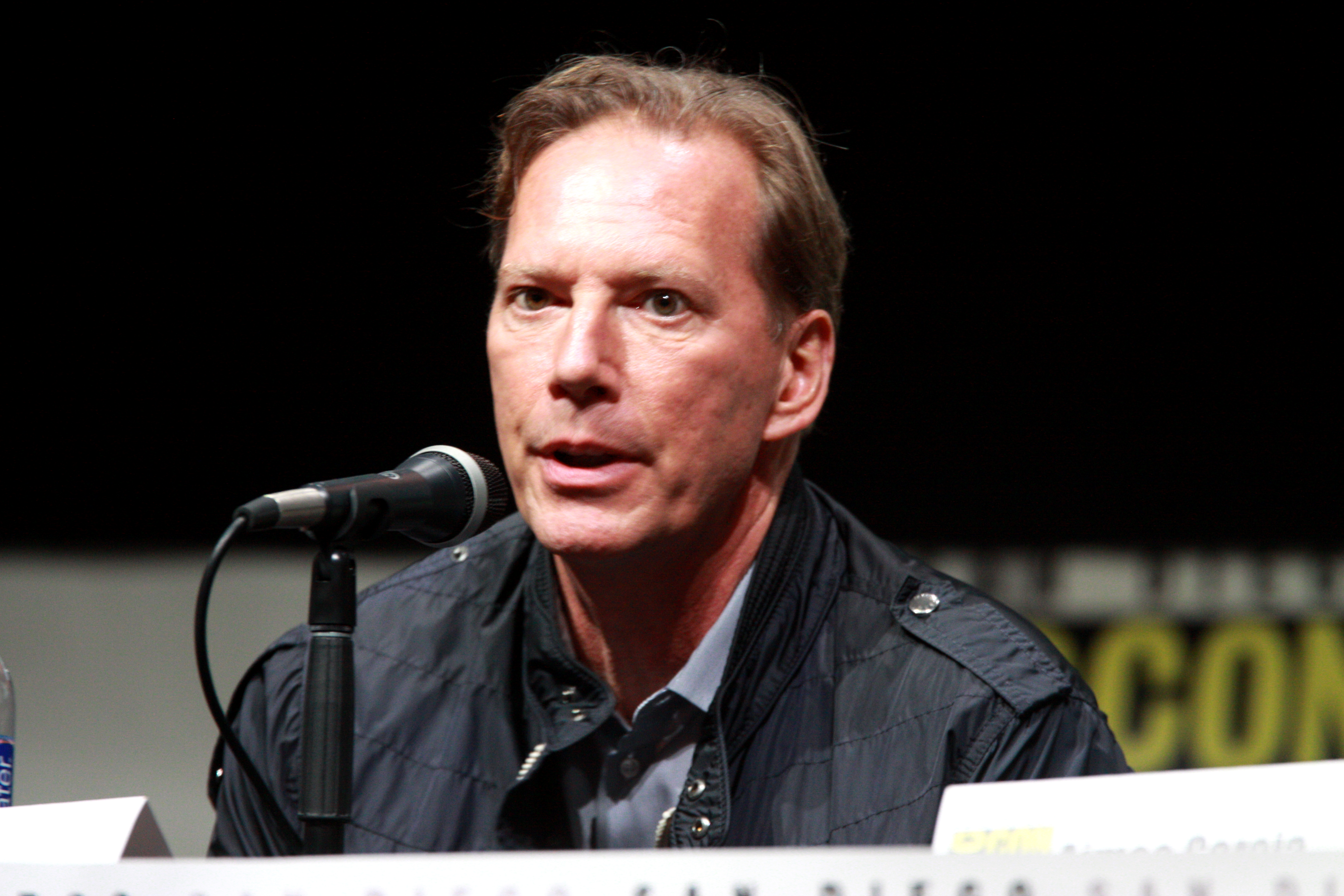
اسکات باک در سریال ناانسان‌ها در ای‌بی‌سی و اولین فصل آیرون فیست در نتفلیکس به عنوان میزبان حضور داشت.

پس از یک کودتای نظامی، خانواده سلطنتی ناانسان، به رهبری بلک بولت، به هاوایی گریختند که خود و جهان را نجات دهند.
در نوامبر ۲۰۱۶، شرکت تلویزیون مارول و شرکت آی مکس اعلام کردند که سریال ناانسان‌های مارول، با همکاری ای بی سی استودیوز تولید می‌شود. دو قسمت اول سریال به‌طور کامل در دوربین‌های دیجیتال آی مکس فیلمبرداری شد، و در تاریخ ۱ سپتامبر ۲۰۱۷ به مدت دو هفته در پرده‌های آی مکس به نمایش درآمد. ای بی سی سپس پخش سریال به صورت هفتگی با دو قسمت اول شروع در ۲۹ سپتامبر سال ۲۰۱۷، با پخش شبکه ای از دو قسمت اول شامل محتوای منحصر به فرد، در خارج از نسخه به نمایش در IMAX. توالی اکشن را انتخاب کنید و در بقیه سریال‌ها نیز در IMAX عکسبرداری شد. این سریال قرار نبود دوباره داستان فیلم مورد نظر در حال ساختش از مارول استودیوز تعیین کند و همچنین خبری از اسپین آفی از مأموران شیلد نبود. بن شروود، رئیس گروه تلویزیونی دیزنی - ای بی سی، اضافه کرد که: دوستان ما در مارول استودیوز — و این یک نکته مهم است — تا اطمینان حاصل کنیم که فقط ماهرانه و بامحتوا در حال تقویت "MCU" هستیم. نخستین نمایش همگانی این سریال به موقع انجام شد تا در اکران فیلم‌های مارول استودیوز دخالت نکند. در دسامبر ۲۰۱۶، اسکات باک به عنوان شورانر و تهیه‌کننده اجرایی این سریال معرفی شد. در فوریه ۲۰۱۷، آنسون مونت به عنوان بازیگر نقش بلک بولت انتخاب شد. فیلمبرداری در مارس ۲۰۱۷ در هاوایی شروع شد، و در ماه ژوئن به پایان رسید. ای بی سی رسماً این سریال را در ۱۱ مه ۲۰۱۸ کنسل کرد.
| مجموعه‌ها     | فصل | قسمت‌ها | قسمت‌ها | تاریخ اصلی روی آنتن رفتن | تاریخ اصلی روی آنتن رفتن | تاریخ اصلی روی آنتن رفتن | شورانر(ها)                                       |
| مجموعه‌ها     | فصل | قسمت‌ها | قسمت‌ها | اولین بار                | آخرین بار                | شبکه                     | شورانر(ها)                                       |
| ------------ | --- | ------ | ------ | ------------------------ | ------------------------ | ------------------------ | ------------------------------------------------ |
| مأموران شیلد | ۱   | ۲۲     | ۲۲     | ۲۴ سپتامبر ۲۰۱۳          | ۱۳ مه ۲۰۱۴               | ای‌بی‌سی                   | جد ویدون، ماریسا تنچرون، و جفری بل               |
| مأموران شیلد | ۲   | ۲۲     | ۲۲     | ۲۳ سپتامبر ۲۰۱۴          | ۱۲ مه ۲۰۱۵               | ای‌بی‌سی                   | جد ویدون، ماریسا تنچرون، و جفری بل               |
| مأموران شیلد | ۳   | ۲۲     | ۲۲     | ۲۹ سپتامبر ۲۰۱۵          | ۱۷ مه ۲۰۱۶               | ای‌بی‌سی                   | جد ویدون، ماریسا تنچرون، و جفری بل               |
| مأموران شیلد | ۴   | ۲۲     | ۲۲     | ۲۰ سپتامبر ۲۰۱۶          | ۱۶ مه ۲۰۱۷               | ای‌بی‌سی                   | جد ویدون، ماریسا تنچرون، و جفری بل               |
| مأموران شیلد | ۵   | ۲۲     | ۲۲     | ۱ دسامبر ۲۰۱۷            | ۱۸ مه ۲۰۱۸               | ای‌بی‌سی                   | جد ویدون، ماریسا تنچرون، و جفری بل               |
| مأموران شیلد | ۶   | ۱۳     | ۱۳     | ۱۰ مه ۲۰۱۹               | ۲ اوت ۲۰۱۹               | ای‌بی‌سی                   | جد ویدون، ماریسا تنچرون، و جفری بل               |
| مأموران شیلد | ۷   | ۱۳     | ۱۳     | ۲۷ مه ۲۰۲۰               | ۱۲ اوت ۲۰۲۰              | ای‌بی‌سی                   | جد ویدون، ماریسا تنچرون، و جفری بل               |
| مامور کارتر  | ۱   | ۸      | ۸      | ۶ ژانویه ۲۰۱۵            | ۲۴ فوریه ۲۰۱۵            | ای‌بی‌سی                   | Tara Butters, Michele Fazekas, and Chris Dingess |
| مامور کارتر  | ۲   | ۱۰     | ۱۰     | ۱۹ ژانویه ۲۰۱۶           | ۱ مارس ۲۰۱۶              | ای‌بی‌سی                   | Tara Butters, Michele Fazekas, and Chris Dingess |
| ناانسان‌ها    | ۱   | ۸      | ۸      | ۲۹ سپتامبر ۲۰۱۷          | ۱۰ نوامبر ۲۰۱۷           | ای‌بی‌سی                   | اسکات باک                                        |

### سریال‌های نتفلیکس
تا اکتبر ۲۰۱۳، مارول در حال آماده‌سازی چهار سریال درام و یک بخش کوچک برای ارائه خدمات ویدئو هنگام درخواست و خدماتی برای شبکه‌های کابلی بود، و نتفلیکس، آمازون و دابلیو جی آن آمریکا ابراز علاقه کردند. در ماه نوامبر، اعلام شد که دیزنی سریال‌های لایو اکشنی را براساس دردویل، جسیکا جونز، آیرون فیست و لوک کیج برای نتفلیکس می‌سازد و به مینی سریالی بر اساس مدافعان ختم می‌شود. در آوریل ۲۰۱۶، مارول و نتفلیکس تصمیم گرفتند سر پانیشر را به عنوان اسپین آف دردویل معرفی کنند. این سریال‌ها توسط تلویزیون مارول به عنوان "قهرمانان سطح خیابان مارول" یا " شوالیه‌های مارول " یاد می‌شوند.
| مجموعه‌ها   | فصل | قسمت‌ها | قسمت‌ها | تاریخ اصلی پخش  | تاریخ اصلی پخش  | شبکه    | شورانر(ها)                     |
| ---------- | --- | ------ | ------ | --------------- | --------------- | ------- | ------------------------------ |
| دردویل     | ۱   | ۱۳     | ۱۳     | ۱۰ آوریل ۲۰۱۵   | ۱۰ آوریل ۲۰۱۵   | نتفلیکس | استیون اس. ده‌نایت              |
| دردویل     | ۲   | ۱۳     | ۱۳     | ۱۸ مارس ۲۰۱۶    | ۱۸ مارس ۲۰۱۶    | نتفلیکس | Doug Petrie و Marco Ramirez    |
| دردویل     | ۳   | ۱۳     | ۱۳     | ۱۹ اکتبر ۲۰۱۸   | ۱۹ اکتبر ۲۰۱۸   | نتفلیکس | Erik Oleson                    |
| جسیکا جونز | ۱   | ۱۳     | ۱۳     | ۲۰ نوامبر ۲۰۱۵  | ۲۰ نوامبر ۲۰۱۵  | نتفلیکس | ملیسا روزنبرگ                  |
| جسیکا جونز | ۲   | ۱۳     | ۱۳     | ۸ مارس ۲۰۱۸     | ۸ مارس ۲۰۱۸     | نتفلیکس | ملیسا روزنبرگ                  |
| جسیکا جونز | ۳   | ۱۳     | ۱۳     | ۱۴ ژوئن ۲۰۱۹    | ۱۴ ژوئن ۲۰۱۹    | نتفلیکس | ملیسا روزنبرگ و Scott Reynolds |
| لوک کیج    | ۱   | ۱۳     | ۱۳     | ۳۰ سپتامبر ۲۰۱۶ | ۳۰ سپتامبر ۲۰۱۶ | نتفلیکس | Cheo Hodari Coker              |
| لوک کیج    | ۲   | ۱۳     | ۱۳     | ۲۲ ژوئن ۲۰۱۸    | ۲۲ ژوئن ۲۰۱۸    | نتفلیکس | Cheo Hodari Coker              |
| آیرون فیست | ۱   | ۱۳     | ۱۳     | ۱۷ مارس ۲۰۱۷    | ۱۷ مارس ۲۰۱۷    | نتفلیکس | Scott Buck                     |
| آیرون فیست | ۲   | ۱۰     | ۱۰     | ۷ سپتامبر ۲۰۱۸  | ۷ سپتامبر ۲۰۱۸  | نتفلیکس | M. Raven Metzner               |
| مدافعان    | ۱   | ۸      | ۸      | ۱۸ اوت ۲۰۱۷     | ۱۸ اوت ۲۰۱۷     | نتفلیکس | Marco Ramirez                  |
| پانیشر     | ۱   | ۱۳     | ۱۳     | ۱۷ نوامبر ۲۰۱۷  | ۱۷ نوامبر ۲۰۱۷  | نتفلیکس | استیو لایت‌فوت                  |
| پانیشر     | ۲   | ۱۳     | ۱۳     | ۱۸ ژانویه ۲۰۱۹  | ۱۸ ژانویه ۲۰۱۹  | نتفلیکس | استیو لایت‌فوت                  |

### سریال‌های هولو

#### فراری‌های مارول (۲۰۱۷ – ۲۰۱۹)
وقتی شش نوجوان فهمیدند که والدینشان شرور هستند و به‌طور جمعی به عنوان پراید شناخته می‌شوند، با اکراه با هم متحد می‌شوند تا در برابر آنها پیروز شوند. بعداً هنگام فرار از والدینشان، نوجوانان به تنهایی زندگی می‌کنند و می‌دانند که چگونه جلوی پراید را بگیرند، قبل از اینکه یاد بگیرند ممکن است یک دشمن در بین آنها کمین کرده باشد.
در اوت ۲۰۱۶، مارول اعلام کرد که سفارش یک آزمایشی برای فراری‌های مارول به همراه اسکریپت‌های اضافی را از سرویس استریم هولو بر اساس تیمی با همین نام دریافت کرده‌است. این آزمایشی توسط جاش شوارتز و استفانی سوج نوشته شده‌است، که همچنین به عنوان تهیه‌کننده اجرایی و شورانر سریال فعالیت می‌کنند. در فوریه ۲۰۱۷، مارول اعلام کرد بازیگران سریال فراری‌ها، رنزی فلیز درنقش الکس وایلدر، لایریکا اوکانو درنقش نیکو مینورو، ویرجینیا گاردنر درنقش کارولینا دین، اریلا بارر درنقش گرتود یورکز، گرگ سالکین درنقش چیس استین، و آلگرا آکوستا درنقش مولی هرناندز هستند. مدت کوتاهی پس از این اعلام، آنها اعلام کردند بازیگران گروه پراید، والدین فراری‌ها، رایان سندز درنقش جفری وایلدر، انجل پارکر درنقش کاترین وایلدر، بریتنی ایشیباشی درنقش تینا مینورو، جیمز یاگاشی درنقش رابرت مینورو، کوین وایسمن درنقش دیل یورکز، بریجید برنا درنقش استیسی یورک، آنی ورشینگ درنقش لزلی دین، کیپ پاردو درنقش فرانک دین، جیمز مارسترز درنقش ویکتور استین، و اور کارادین درنقش جنت استین هستند. هولو این سریال را در مه ۲۰۱۷ سفارش داد. فیلمبرداری در فوریه ۲۰۱۷، در لس آنجلس آغاز شد، و در اکتبر ۲۰۱۷ به پایان رسید. هولو ساخت فصل دوم این سریال را برای از تاریخ ۸ ژانویه ۲۰۱۸ شروع کرد. ساخت فصل سوم این سریال توسط هولو در ۲۴ مارس ۲۰۱۹ برای شروع شد.
نسخه متفاوتی از تینا مینورو که قبلاً در دکتر استرنج ظاهر شد، در یک نقش جزئی به عنوان استاد هنرهای عرفانی که توسط لیندا لوئیز دوان به تصویر کشیده شده‌است. اولین فصل سریال در ۲۱ نوامبر ۲۰۱۷ پخش شد. فصل دوم، که در تاریخ ۲۱ دسامبر ۲۰۱۸ منتشر شد، اشاراتی به نفت راکسسکسون و واکاندا، و ویژگی‌های اتصال به بعد تاریک از دکتر استرنج داشت . فصل سوم، که برای انتشار در تاریخ ۱۳ دسامبر ۲۰۱۹ منتشر خواهد شد، اولیویا هولت و آبری جوزف نقش‌های خودرا به ترتیب تندی بوون / خنجر و تایرون جانسون / شنل از سریال شنل و خنجر برای یک قسمت کراس آور دوباره بازی می‌کنند.

#### هل‌استروم مارول (۲۰۲۰)
دایمون و آنا هل‌استروم، فرزندان یک قاتل سریالی قدرتمند هستند، که بدترین انسان‌ها را شکار می‌کنند.
در ماه مه ۲۰۱۹ اعلام شد که هولو دستور داده‌است برنامه ای درمورد دایمون هل‌استروم / پسر شیطان و آنا هل‌استروم / ساتانا ساخته شود. پل زیبسوزسکی به عنوان شورانر این سریال فعالیت می‌کند، و همچنین همراه با جف لوب تهیه‌کننده‌های اجرایی این سریال هستند. در اکتبر ۲۰۱۹، تام آستن و سیدنی لمون به ترتیب برای نقشهای دایمون و آنا انتخاب شدند، فیلمبرداری قرار است در اواخر همین ماه در ونکوور شروع شود و تا فوریه ۲۰۲۰ ادامه یابد. این سریال اولین برنامه ای است که تحت بخش جدیدی با نام «ماجراجویی به درون ترس» قرار خواهد گرفت.
| مجموعه‌ها | فصل | قسمت‌ها | قسمت‌ها | تاریخ اصلی پخش | تاریخ اصلی پخش | تاریخ اصلی پخش | شورانر(ها)              |
| مجموعه‌ها | فصل | قسمت‌ها | قسمت‌ها | اولین بار      | آخرین بار      | شبکه           | شورانر(ها)              |
| -------- | --- | ------ | ------ | -------------- | -------------- | -------------- | ----------------------- |
| فراری‌ها  | ۱   | ۱۰     | ۱۰     | ۲۱ نوامبر ۲۰۱۷ | ۹ ژانویه ۲۰۱۸  | هولو           | جاش شوارتز و استفنی سوج |
| فراری‌ها  | ۲   | ۱۳     | ۱۳     | ۲۱ دسامبر ۲۰۱۸ | ۲۱ دسامبر ۲۰۱۸ | هولو           | جاش شوارتز و استفنی سوج |
| فراری‌ها  | ۳   | ۱۰     | ۱۰     | ۱۳ دسامبر ۲۰۱۹ | ۱۳ دسامبر ۲۰۱۹ | هولو           | جاش شوارتز و استفنی سوج |
| هل‌استروم | ۱   | ۱۰     | ۱۰     | ۱۶ اکتبر ۲۰۲۰  | ۱۶ اکتبر ۲۰۲۰  | هولو           | Paul Zbyszewski         |

### سریال‌های فریفورم

#### شنل و خنجر مارول (۲۰۱۸–۲۰۱۹)
در نیواورلئان، تندی بوون و تایرون جانسون، دو نوجوان با گدشته‌های مختلف، پس از یک رویداد در حال تغییر زندگی که در حول فروپاشی یک سکوی نفتی بود ابرقدرت‌هایی را بدست می‌آورند. با شروع روابط آنها، آنها به زودی متوجه می‌شوند که قدرت آنها در کنار هم بهتر کار می‌کنند، اما احساس آنها نسبت به یکدیگر، دنیای در حال حاضر را پیچیده‌تر حتی بیشتر به چالش برانگیزتر می‌کند. تندی و تایرون بعداً برای حل ربودن زنانی که توسط آندره دسکائین اداره می‌شود، و در حالی که نیمی از ضرب وشتم کارآگاه بریجید آوریلی را اداره می‌کردند، تلاش می‌کنند.
در آوریل ۲۰۱۶، شبکه ای بی سی که متعلق به فریفورم بود، دستور مستقیمی برای تولید سریال شنل و خنجر مارول را بر اساس شخصیت‌هایی به همین نام، اعلام کرد و آن را «اولین سرمایه‌گذاری به دنیای سینمایی مارول» نامید، و برنامه را یک «داستان ابرقهرمانی عاشقانه» توصیف کرد. در ژانویه ۲۰۱۷، اولیویا هولت و آبری جوزف به ترتیب برای نقشهای تندی بوون / خنجر و تایرون جانسون / شنل انتخاب شدند. جو پوکاسکی به عنوان شورانر سریال فعالیت می‌کند. فیلمبرداری این سریال در نیواورلئان رخ می‌دهد. ساخت فصل دوم سریال در ۲۰ ژوئیه ۲۰۱۸ سفارش داده شد. این سریال در ۲۴ اکتبر ۲۰۱۹ لغو شد.
فصل اول، که در تاریخ ۷ ژوئن ۲۰۱۸ پخش شد، نفت راکسسکسون همراه با بعد تاریک را به نمایش می‌گذارد، که قدرت‌های شنل را تبدیل به سوخت می‌کند که قبلاً در مأموران شیلد و مأمور کارتر گفته شده بود، و که به تونی استارک مربوط می‌شود. ساخت فصل دوم در ۴ آوریل ۲۰۱۹ آغاز شد. در هر دو فصل نیز اشاره مستقیمی به برنامه‌ریزی و شخصیت‌های سریال‌های نتفلیکس همچون لوک کیج، آیرون فیست و دردویل را نشان می‌دهد.
| مجموعه‌ها   | فصل | قسمت‌ها | قسمت‌ها | تاریخ اصلی پخش | تاریخ اصلی پخش | تاریخ اصلی پخش | شورانر(ها)  |
| مجموعه‌ها   | فصل | قسمت‌ها | قسمت‌ها | اولین بار      | آخرین بار      | شبکه           | شورانر(ها)  |
| ---------- | --- | ------ | ------ | -------------- | -------------- | -------------- | ----------- |
| شنل و خنجر | ۱   | ۱۰     | ۱۰     | ۷ ژوئن ۲۰۱۸    | ۲ اوت ۲۰۱۸     | فریفورم        | Joe Pokaski |
| شنل و خنجر | ۲   | ۱۰     | ۱۰     | ۴ آوریل ۲۰۱۹   | ۳۰ مه ۲۰۱۹     | فریفورم        | Joe Pokaski |

## مارول استودیوز

### سریال‌های دیزنی+
در ماه نوامبر ۲۰۱۷، دیزنی در حال ساخت چند سریال مارولی بود که به‌طور ویژه در سرویس پخش جدید خود یعنی دیزنی+ پخش شود، که قصد داشت تا قبل از پایان سال ۲۰۱۹ راه اندازی شود. در سپتامبر ۲۰۱۸، گزارش شد که مارول استودیوز در حال توسعه چندین مینی سریال برای این سرویس است تا محور شخصیت‌های «درجه دو» از فیلم‌های MCU که در فیلم‌های خودشان ستاره نبودند و بعید بودند که در فیلم‌ها ظاهر شوند. از بازیگرانی که کاراکترها را در فیلم‌ها به تصویر می‌کشید ، انتظار می‌رفت که نقش‌های خود را برای مینی سریال‌ها تکرار کنند. داستان برای هر سریال هنوز تصمیم‌گیری می‌شد، اما انتظار می‌رفت این مینی سریال‌ها شش تا هشت قسمت باشند و یک «بودجه» سنگین برای رقابت با یک تولید بزرگ استودیویی داشته باشند. در فوریه ۲۰۱۹، فایگی گفت که این سریالها «کاملاً با MCU فعلی، MCU گذشته و آینده MCU در هم آمیخته خواهد شد»، و یک ماه بعد توضیح داد که این سریال شخصیت‌های فیلم‌ها را دربر می‌گیرد. ما آنها را تغییر می‌دهیم و آن تغییرات را که در فیلم‌های آینده منعکس شده‌است ببینید. وی همچنین گفت شخصیت‌های جدید معرفی شده در این سریال می‌توانند در فیلم‌ها ظاهر شوند.
طی کامیک-کان سن دیگو ۲۰۱۹، مارول استودیوز اعلام کرد فالکون و سرباز زمستان، وانداویژن، لوکی، چه می‌شود اگر …؟ و هاکای به‌عنوان بخشی از سنگ بنای فاز چهارمشان هستند. در اوت ۲۰۱۹، لوب فاش کرد که تلویزیون مارول همچنین در حال ساخت سریال برای دیزنی + است. در نمایشگاه دی ۲۳ ۲۰۱۹، مارول استودیوز سه سریال دیگر به نام‌های خانم مارول، شوالیه ماه و هالک-دخت را معرفی کرد که آنها نیز بخشی از بنای فاز چهارم هستند.
| فاز چهارم                     | فاز چهارم   | فاز چهارم      | فاز چهارم      | فاز چهارم        | فاز چهارم        | فاز چهارم    | فاز چهارم |
| مجموعه تلویزیونی              | فصل         | فصل            | اپیزودها       | تاریخ اصلی نمایش | تاریخ اصلی نمایش | وضعیت        | منبع      |
| مجموعه تلویزیونی              | فصل         | فصل            | اپیزودها       | نخستین           | آخرین            | وضعیت        | منبع      |
| ----------------------------- | ----------- | -------------- | -------------- | ---------------- | ---------------- | ------------ | --------- |
| وانداویژن                     |             | ۱              | ۹              | ۱۵ ژانویه ۲۰۲۱   | ۵ مارس ۲۰۲۱      | منتشرشده     | [ ۱۳۱ ]   |
| فالکون و سرباز زمستان         |             | ۱              | ۶              | ۱۹ مارس ۲۰۲۱     | ۲۳ آوریل ۲۰۲۱    | منتشرشده     | [ ۱۳۲ ]   |
| لوکی                          |             | ۱              | ۶              | ۹ ژوئن ۲۰۲۱      | ۱۴ ژوئیه ۲۰۲۱    | منتشرشده     | [ ۱۳۳ ]   |
| چه می‌شود اگر… ؟               |             | ۱              | ۹              | ۱۱ اوت ۲۰۲۱      | ۶ اکتبر ۲۰۲۱     | منتشرشده     | [ ۱۳۴ ]   |
| هاکای                         |             | ۱              | ۶              | ۲۴ نوامبر ۲۰۲۱   | ۲۲ دسامبر ۲۰۲۱   | منتشرشده     | [ ۱۳۵ ]   |
| شوالیه ماه                    |             | ۱              | ۶              | ۳۰ مارس ۲۰۲۲     | ۴ مه ۲۰۲۲        | منتشرشده     | [ ۱۳۶ ]   |
| خانم مارول                    |             | ۱              | ۶              | ۸ ژوئن ۲۰۲۲      | ۱۳ ژوئیه ۲۰۲۲    | منتشرشده     | [ ۱۳۷ ]   |
| من گروت هستم                  |             | ۱              | ۵              | ۱۰ اوت ۲۰۲۲      | ۱۰ اوت ۲۰۲۲      | منتشرشده     | [ ۱۳۲ ]   |
| شی‌هالک: وکیل دادگستری         |             | ۱              | ۹              | ۱۷ اوت ۲۰۲۲      | ۱۲ اکتبر ۲۰۲۲    | منتشرشده     | [ ۱۳۸ ]   |
| گرگینه در شب                  |             | ویژهٔ تلویزیونی | ویژهٔ تلویزیونی | اکتبر ۲۰۲۲       | اکتبر ۲۰۲۲       | منتشرشده     | [ ۱۳۹ ]   |
| نگهبانان کهکشان ویژهٔ تعطیلات  | دسامبر ۲۰۲۲ | دسامبر ۲۰۲۲    | ویژهٔ تلویزیونی | [ ۱۴۰ ]          |                  | منتشرشده     |           |
| فاز پنجم                      |             |                |                |                  |                  |              |           |
| تهاجم مخفی                    |             | ۱              | ۶              | ۲۱ ژوئن ۲۰۲۳     | ۲۶ جولای ۲۰۲۳    | منتشر شده    | [ ۱۴۱ ]   |
| لوکی                          |             | ۲              | ۶              | ۵ اکتبر ۲۰۲۳     | ۹ نوامبر ۲۰۲۳    | منتشر شده    | [ ۱۴۲ ]   |
| چه می‌شود اگر… ؟               |             | ۲              | ۹              | ۲۲ دسامبر ۲۰۲۳   | ۳۰ دسامبر ۲۰۲۳   | منتشر شده    | [ ۱۴۴ ]   |
| چه می‌شود اگر… ؟               | ۳           | ۸              | ۲۲ دسامبر ۲۰۲۴ | ۲۹ دسامبر ۲۰۲۴   | [ ۱۳۲ ]          | منتشر شده    |           |
| اکو                           |             | ۱              | ۵              | ۹ ژانویه ۲۰۲۴    | ۹ ژانویه ۲۰۲۴    | منتشر شده    | [ ۱۴۵ ]   |
| مردان ایکس ۹۷                 |             | ۱              | ۱۰             | ۲۰ مارس ۲۰۲۴     | ۱۵ مه ۲۰۲۴       | منتشر شده    | [ ۱۴۶ ]   |
| آگاتا: تمام مدت               |             | ۱              | ۹              | ۱۸ سپتامبر ۲۰۲۴  | ۳۰ اکتبر ۲۰۲۴    | منتشر شده    | [ ۱۴۷ ]   |
| دوست خوب محله شما مرد عنکبوتی |             | ۱              | ۱۰             | ۲۹ ژانویه ۲۰۲۵   | ن/م              | تولید        | [ ۱۳۲ ]   |
| دردویل: تولد دوباره           |             | ۱              | ۹              | ۴ مارس ۲۰۲۵      | ن/م              | پس تولید     | [ ۱۴۸ ]   |
| آیرون‌هارت                     |             | ۱              | ۶              | ۲۴ ژوئن ۲۰۲۵     | ن/م              | پس تولید     | [ ۱۴۹ ]   |
| فاز ششم                       |             |                |                |                  |                  |              |           |
| چشمان واکاندا                 |             | ۱              | ۴              | ۶ اوت ۲۰۲۵       | ن/م              | تولید        | [ ۱۵۰ ]   |
| زامبی های مارول               |             | ۱              | ۴              | ۳ اکتبر ۲۰۲۵     | ن/م              | پس تولید     | [ ۱۳۲ ]   |
| مرد شگفت انگیز                |             | ۱              | ۸-۱۰           | دسامبر ۲۰۲۵      | ن/م              | پس تولید     | [ ۱۳۲ ]   |
| ویژن کوئست                    |             | ۱              | ن/م            | ۲۰۲۶             | ن/م              | در حال توسعه | [ ۱۳۲ ]   |

## نقد

### رتبه‌بندی
| سریال        | فصل | فصل | اولین پخش       | اولین پخش            | اولین پخش      | اولین پخش            | رتبه‌بندی نیلسن                                     | رتبه‌بندی نیلسن | رتبه‌بندی نیلسن      |
| سریال        | فصل | فصل | اولین پخش       | بینندگان کل (میلیون) | آخرین پخش      | بینندگان کل (میلیون) | میانگین کل بینندگان (واردشده از دی وی آر) (میلیون) | رتبه           | امتیاز ۱۸–۴۹ (رتبه) |
| ------------ | --- | --- | --------------- | -------------------- | -------------- | -------------------- | -------------------------------------------------- | -------------- | ------------------- |
| مأموران شیلد |     | ۱   | ۲۴ سپتامبر ۲۰۱۳ | 12.12                | ۱۳ مه ۲۰۱۴     | 5.45                 | ۸٫۳۱                                               | ۴۳             | 3.0 (20)            |
| مأموران شیلد |     | ۲   | ۲۳ سپتامبر ۲۰۱۴ | 5.98                 | ۱۲ مه ۲۰۱۵     | 3.88                 | ۷٫۰۹                                               | ۷۶             | 2.7 (32)            |
| مأموران شیلد |     | ۳   | ۲۹ سپتامبر ۲۰۱۵ | 4.90                 | ۱۷ مه ۲۰۱۶     | 3.03                 | ۵٫۵۲                                               | ۸۵             | 2.0 (47)            |
| مأموران شیلد |     | ۴   | ۲۰ سپتامبر ۲۰۱۶ | 3.44                 | ۱۶ مه ۲۰۱۷     | 2.08                 | ۴٫۲۲                                               | ۱۱۰            | 1.5 / 6 (70)        |
| مأموران شیلد |     | ۵   | ۸ دسامبر ۲۰۱۷   | 2.54                 | ۱۸ مه ۲۰۱۸     | 1.88                 | ۳٫۵۷                                               | ۱۳۳            | 1.1 (97)            |
| مأموران شیلد |     | ۶   | ۱۰ مه ۲۰۱۹      | 2.31                 | ۲ اوت ۲۰۱۹     | 1.88 \               | TBA                                                | TBA            | TBA                 |
| مأمور کارتر  |     | ۱   | ۶ ژانویه ۲۰۱۵   | 6.91                 | ۲۴ فوریه ۲۰۱۵  | 4.02                 | ۷٫۱۴                                               | ۷۴             | ۲.3 (46)            |
| مأمور کارتر  |     | ۲   | ۱۹ ژانویه ۲۰۱۶  | 3.18                 | ۱ مارس ۲۰۱۶    | 2.35                 | ۴٫۳۷                                               | ۱۰۹            | ۱.4 (88)            |
| ناانسان‌ها    |     | ۱   | ۲۹ سپتامبر ۲۰۱۷ | 3.75                 | ۱۰ نوامبر ۲۰۱۷ | 1.95                 | ۴٫۱۴                                               | ۱۲۱            | ۱.2 (80)            |
| شنل و خنجر   |     | ۱   | ۷ ژوئن ۲۰۱۸     | 0.92                 | ۲ اوت ۲۰۱۸     | 0.42                 | TBA                                                | TBA            | TBA                 |
| شنل و خنجر   |     | ۲   | ۴ آوریل ۲۰۱۹    | 0.48                 | ۳۰ مه ۲۰۱۹     | 0.35                 | TBA                                                | TBA            | TBA                 |

### پاسخ انتقادی
| سلسله        | فصل | فصل | راتن تومیتوز    | متاکریتیک     |
| ------------ | --- | --- | --------------- | ------------- |
| مأموران شیلد |     | ۱   | ۸۸٪ (۷۲ بررسی)  | ۷۴ (۳۳ بررسی) |
| مأموران شیلد |     | ۲   | ۹۱٪ (۳۲ بررسی)  | —             |
| مأموران شیلد |     | ۳   | ۱۰۰٪ (۲۲ بررسی) | —             |
| مأموران شیلد |     | ۴   | ۹۶٪ (۲۳ بررسی)  | —             |
| مأموران شیلد |     | ۵   | ۱۰۰٪ (۲۲ بررسی) | —             |
| مأموران شیلد |     | ۶   | ۹۲٪ (۱۳ بررسی)  | —             |
| مأمور کارتر  |     | ۱   | ۹۶٪ (۴۶ بررسی)  | ۷۲ (۲۷ بررسی) |
| مأمور کارتر  |     | ۲   | ۷۶٪ (۲۱ بررسی)  | —             |
| ناانسان‌ها    |     | ۱   | ۱۱٪ (۴۶ بررسی)  | ۲۷ (۲۰ بررسی) |
| دردویل       |     | ۱   | ۹۹٪ (۷۱ بررسی)  | ۷۵ (۲۲ بررسی) |
| دردویل       |     | ۲   | ۸۱٪ (۵۷ بررسی)  | ۶۸ (۱۳ بررسی) |
| دردویل       |     | ۳   | ۹۷٪ (۶۲ بررسی)  | ۷۱ (۶ بررسی)  |
| جسیکا جونز   |     | ۱   | ۹۴٪ (۷۹ بررسی)  | ۸۱ (۳۲ بررسی) |
| جسیکا جونز   |     | ۲   | ۸۲٪ (۸۴ بررسی)  | ۷۰ (۱۹ بررسی) |
| جسیکا جونز   |     | ۳   | ۷۴٪ (۳۸ بررسی)  | ۶۴ (۶ بررسی)  |
| لوک کیچ      |     | ۱   | ۹۲٪ (۷۱ بررسی)  | ۷۹ (۳۰ بررسی) |
| لوک کیچ      |     | ۲   | ۸۵٪ (۶۰ بررسی)  | ۶۴ (۱۳ بررسی) |
| آیرون فیست   |     | ۱   | ۲۱٪ (۸۲ بررسی)  | ۳۷ (۲۱ بررسی) |
| آیرون فیست   |     | ۲   | ۵۷٪ (۴۶ بررسی)  | ۳۹ (۶ بررسی)  |
| مدافعان      |     | ۱   | ۷۸٪ (۱۰۰ بررسی) | ۶۳ (۳۰ بررسی) |
| پانیشر       |     | ۱   | ۶۷٪ (۷۸ بررسی)  | ۵۵ (۲۶ بررسی) |
| پانیشر       |     | ۲   | ۶۰٪ (۳۵ بررسی)  | ۵۸ (۶ بررسی)  |
| فراری‌ها      |     | ۱   | ۸۶٪ (۸۱ بررسی)  | ۶۸ (۲۵ بررسی) |
| فراری‌ها      |     | ۲   | ۸۶٪ (۲۲ بررسی)  | —             |
| شنل و خنجر   |     | ۱   | ۸۹٪ (۵۳ بررسی)  | ۶۸ (۱۵ بررسی) |
| شنل و خنجر   |     | ۲   | ۸۶٪ (۷ بررسی)   | —             |

با انتشار دومین فصل از دردویل، برایان لاوری از ورایتی احساس کرد که سریال‌های نت فلیکس "قبلاً با توجه به جذابیت آنها، به جستجوی قسمتهای ای بی سی در جهان مارول پرداخته‌ایم، تا حدودی با ضربه زدن به پایه فن مشتاق که از مدل‌های پرداخت پشتیبانی می‌کند و نیازی به نقاط طرح قاشق غذاخوری نیست. در این روند، آنها ثابت کردند که ارائه یک برنامه ابرقهرمانی معتبر بدون تعداد زیادی فنون فناوری امکان پذیر است "
پس از انتشار فصل اول از لوک کیج دیوید سیمز، آتلانتیک' در مورد این مسئله برای دیدن سریال‌های مارول نت فلیکس، یک شکایت شایع به آنها، بیان کرد نوشت: "پس از دیدن دو فصل از دردویل، یک فصل از جسیکا جونز، و در حال حاضر یک فصل از لوک کیج، می‌گویم سریال‌های نت فلیکس احساس نقصی اساسی دارد، و تشویق کننده نوع کتاب کمیکهایی که خیلی دیر به بازار می‌آیند است که برای جلوگیری از آن طراحی شده‌اند. مشکل این نیست که لزوماً این برنامه‌ها بد هستند. . . اما همه آنها با زمان بسیاری پخش می‌شوند، که در آن زمان بسیاری از بینندگان آن سریال را برای دیدن دوباره تنظیم کرده‌اند. " وی احساس کرد یکی از مشکلات این واقعیت است که نتفلیکس به تماشای سریال خاصی که پخشش را هر هفته انجام می‌دهند، اعتماد نمی‌کند، ولی مشترکانی که اگر علاقه خود را از دست دهند، می‌توانند تا زمانی که می‌خواهند در آنجا بمانند. .. تا زمانی که آنها هر ماه هزینه اشتراک خود را بپردازند. " سریال‌های نت فلیکس همچنین فرصتی را برای کشف جزئیات بیشتر در اختیار عناصر قرار داده‌است، با این حال سیمز اظهار داشت: بسیاری از این جزئیات [خوب] است، اما می‌توانست به طور قابل توجهی بهتر شود - هیچ‌کدام از سریال‌های مارول نت فلیکس، هیچ‌کدام از سریال‌های مارول نتفلیکس، تاکنون با فشردن ۱۰ قسمت یا حتی ۸ قسمت، خیلی از دست نخواهند داد. . اگر نتفلیکس مدت زمان ۶۰ دقیقه برنامه را کمی کاهش دهد، به احتمال زیاد داستانهای اقتصادی تر و بهتر از کمیک‌هایش الهام می‌گیرد. " سیمز در پایان گفت: "آنچه از همه ناامید کننده تر است این است که نتفلیکس به زودی از این رویکرد خلاص نمی‌شود. فصل سه دردویل، جسیکا جونز فصل دو، آیرون فیست و پانیشر همه در راه خود هستند و هر کدام ساختار ۱۳ قسمتی مشابه را دنبال می‌کنند. . . تنها سریالی که ممکن است آن را محترم شمارد مدافعان است، یک سریال متقاطع برنامه ریزی شده … با تعدادفقط هشت قسمت. چه کسی می‌داند؟ این برنامه حتی ممکن است بینندگان را غافلگیر کند و انگیزه‌های شرور آن را در اولین ساعتش توضیح دهد. تا آن زمان، طرفداران بدون نیاز به کل روزها به این سریال‌ها گیر می‌کنند، در حالی که دیگران از تماشای آنها به هیچ وجه محروم می‌شوند. " در بررسی‌های خود را برای فصل اول از آیرون فیست، آلیسون کین از کلایدر پس از بیشتر نگاه کردن از سریال‌های نت فلیکس مارول، بیان کرد، "با تمرکز بسیار دقیق در ساخت این سریال‌ها … خیلی بیشتر در دنیای واقعی و رقت انگیزتر از آنچه که معمولاً از یک برنامه ابرقهرمانی انتظار داریم (مانند آب نبات دی سی [دنیای مشترک کماندار] در سی دابلیو)، مشکل این برنامه‌ها این است که اگر آنها عنصر اصلی را از دست ندهند: این برنامه‌ها باید سرگرمی خارق العاده ای باشند. " با پخش مدافعان، جف جانسن از انترتینمنت ویکلی، در پاسخ به شکایات عمومی که در فصلهای قبل دریافت شده بود، احساس کرد که پیشرفتهای زیادی حاصل شده‌است. وی گفت: " مدافعان دور از ایده‌آل نیست. اما این یک ماجراجویی ابرقهرمانانه لذت بخش است که با پیشرفت‌ها و نوآوری‌ها متمایز است و امیدوارم مارول بیشتر جلو برود. فصول کوتاه تر. با تیم‌های بیشتر نمایش‌های کمتری ادغام می‌شود و اول با رها کردن آیرون فیست شروع کنید. اگر دنی رند باید ادامه یابد، او را به نمایش‌های دیگر اضافه کنید و بگذارید بازیکنان قوی تر او را حمل کنند. "

## پروژه‌های در حال توسعه

### کنترل خسارت
این برنامه به دنبال شرکت کنترل خسارت از دنیای سینمایی مارول است که متخصص در برخورد با پیامدهای درگیری‌های ابرقهرمانی، برنامه‌ریزی مجدد رویدادها به دلیل درگیری‌ها و بازیابی موارد گمشده است.
در اکتبر سال ۲۰۱۵، ای بی سی یک آزمایشی برای یک سریال کمدی لایواکشن به مدت نیم ساعت، بانام کنترل خسارت مارول، یک شرکت ساخت و ساز در کمیکی به همین نام سفارش داد. این سریال توسط بن کارلین برای ای بی سی استودیوز و تلویزیون مارول ساخته شده‌است، با کارلین که فیلمنامه را برای این پروژه می‌نویسد و به عنوان تهیه‌کننده اجرایی نیز خدمت می‌کند. پیشتر این سریال توسط رئیس ای بی سی انترتینمنت، پل لی، این پروژه را درنظر داشت که پخشش را از اوایل فصل تلویزیونی ۲۰۱۶–۱۷ آغاز کند. از آن زمان تاکنون هیچ اطلاعیه دیگری منتشر نشده‌است.

### سریال توسعه یافته بدون عنوان جان ریدلی
از اواسط آوریل ۲۰۱۵، مارول با فیلمنامه‌نویس جان ریدلی همکاری کرد تا یک سریال تلویزیونی جدید را بسازد، که «شخصیت جدیدی» را از این مجموعه تلویزیونی برای مارول بسازد. در ژانویه ۲۰۱۶، ریدلی تأیید کرد که این پروژه «هنوز در حال توسعه» است. وی اظهار داشت که به دنبال «آوردن برخی از طبیعت آگاهانه اجتماعی» از جسیکا جونز و سریال جرم آمریکایی به برنامه است و در عین حال چیزی را ایجاد می‌کند که «سرگرمی مستقیم» است. یک سال بعد، چانینگ دانگی فاش کرد که پروژه ریدلی هنوز در حال پیشرفت است و ریدلی در حال بازنویسی فیلمنامه خود بود. ریدلی افزود که بازنویسی به این دلیل نیست که "هر کاری برای اولین بار در اطراف کار نمی‌کرد"، بلکه سعی می‌کرد این سریال کاری را انجام دهد که بینندگان لزوماً قبلاً در یک سریال تلویزیونی ابرقهرمانی دیده نبوده‌اند، امیدوارند که فضای دیگری را اشغال کند. در حال حاضر پر نمی‌شود "توسط مارول. وی همچنین اظهار داشت که امیدوار است این سریال را "در مدت زمان نزدیک" بسازد. تا اوت سال ۲۰۱۷، دانجی «مطمئن نبود» اگر ریدلی هنوز در حال کار بر روی این پروژه است یا خیر.

### سریال زن متمرکز بدون عنوان
در اوت ۲۰۱۹ فاش شد که ای بی سی و مارول در حال مذاکره برای ساختن سریال «زن متمرکز» به ای بی سی هستند. این سریال دومین تلاش برای ساختن نمایش با محوریت ابر قهرمانان زن پس از گذشت این شبکه بر روی سریال‌های مختلفی است که آلن هاینبرگ در اوایل سال ۲۰۱۹ در حال توسعه بوده‌است. کری بورک، رئیس ای بی سی انترتینمنت ، این برنامه را «چیزهای کاملاً جدیدی» توصیف کرد و جزئیات دیگری در این مورد ارائه نشده‌است.

### پروژه‌های دیگر
در ژانویه سال ۲۰۱۶، لی اعلام کرد که ای بی سی استودیوز در حال ساخت دومین سریال کمدی مارول پس از کنترل خسارت است و امیدوار است که در ای بی سی پخش شود، در حالی که مدیر ارشد بازرگانی نت فلیکس تد ساراندوس گفت "همه شخصیت‌های جهان نیز می‌توانند به خارج بروند ". در سریال خود را در برخی از نقطه. معاون از محتوای اصلی نت فلیکس، سیندی هلند در ژوئیه ۲۰۱۸ مجدداً تأکید کرد که همیشه در مورد ایجاد اسپین آف بیشتر برای شخصیت‌ها در سریال‌های مارول، همیشه مباحثات مداوم وجود داشته‌است. در ماه سپتامبر، لوب گفت که دوست دارد سریال دختران اژدهارا برای نتفلیکس بسازد، که در آن جسیکا هنویک و سیمون میسیک به ترتیب در نقش‌های کالین وینگ و میستی نایت نقش بازی می‌کنند.

## پروژه‌های مبهم

### پرطرفدار مارول
تا آوریل ۲۰۱۵، مارول مشغول ساخت سریال اسپین آف از مأموران شیلد بود. این سریال که توسط توسعه دهندگان مأموران شیلد تهیه‌کننده اجرایی، جفری بل و نویسنده پل زبیسوزسکی تهیه شده‌است، بر اساس داستانی است که در پایان فصل دوم مأموران شیلد رخ می‌دهد، و آزمایشی خود را به جای یک آزمایشی در فضای باز پخش می‌کند. آدریان پالیکی و نیک بلود برای نقش آفرینی در این سریال جدید به ترتیب شخصیتهای بابی مورس و لنس هانتر وارد مذاکره شدند. در تاریخ ۷ مه ۲۰۱۵، هنگامی که ای بی سی خبر از تجدید و لغو سریال‌های خود و وانت‌های سری جدید داد، اسپین آف مأموران شیلد منتقل شد.
در اوت ۲۰۱۵، سریال اسپین آف مأموران شیلد زندگی جدیدی را به عنوان یک سریال اصلاح شده با عنوان پرطرفدار مارول با دستور تولید یک آزمایشی دریافت کردند. بل و زبیسوزسکی بار دیگر این سریال را ساختند، ضمن اینکه غیراز نویسندگان قسمت آزمایشی، به عنوان تهیه‌کنندگان اجرایی و شورانرها نیز فعالیت می‌کردند، جف لوب نیز به عنوان تهیه‌کننده اجرایی پیوست. این سریال همچنان بر مورس و هانتر تمرکز خواهد داشت، در حالی که پالیکی و بلود به هم وصل شده‌اند و به عنوان «یک اقدام جدید با تمرکز روی همان دوتایی و ماجراهای مداوم آنها» توصیف شده‌است. در ماه مه ۲۰۱۶، این سریال بار دیگر توسط ای بی سی منتقل شد.

### جنگجویان جدید مارول
دورین گرین / دختر سنجابی، کریگ هالیز / آقای فناناپذیر، دواین تیلور / کوبنده شب، رابی بالدوین / توپ سرعتی، زک اسمیت / میکروب، و دبورا فیلدز / دبری، جوانان قدرتمند با توانایی‌های بسیار متفاوت از انتقام جویان هستند، که می‌خواهند تأثیر مثبتی در جهان بگذارند حتی اگر آنها کاملاً آماده قهرمان شدن نباشند.
در اواخر اوت ۲۰۱۶، تلویزیون مارول و ای بی سی استودیوز در حال ساخت یک سریال کمدی نیم ساعته بر اساس کمیک جنگجویان جدید با بازی دختر سنجابی بودند که این سریال به شبکه‌های کابلی و سرویس‌های استریم ارائه می‌شود. در آوریل ۲۰۱۷، فریفورم دستورالعمل سریال مستقیم برای جنگجویان جدید مارول را اعلام کرد که کوین بیگل به عنوان سریال 'شورانر و ویرایشگر فیلمنامه اول فعالیت داشت. در ژوئیه ۲۰۱۷، بازیگران با بازی میلانا واینتروب با بازی در نقش دورین گرین / دختر سنجابی و درک تلر درنقش کریگ هالیس / آقای فناناپذیر فاش شدند. در نوامبر ۲۰۱۷، اعلام شد که این مجموعه دیگر هیچ وقت در فریفورم پخش نخواهد شد و دنبال یک پخش کننده جدید بود، با مارول امیدوار بود این مجموعه را در ۲۰۱۸ پخش کند. این سریال قرار بود از ۱۰ قسمت تشکیل شده باشد. تا سپتامبر ۲۰۱۹ گزارش شد که این سریال پس از یافت نشدن پخش کننده جدید، لغو شده‌است.

### سریال توسعه یافته بدون عنوان آلن هاینبرگ
دانگی در ماه مه ۲۰۱۶ گفت که «تعداد انگشت شماری از پروژه‌ها در حال توسعه» هستند، پس از منتقل شدن پرطرفدار مارول و کنسل کردن مأمور کارتر، و مارول و ای بی سی به دنبال «سریال‌هایی بودند که برای هر دو شرکت سودمند باشد.» در ژانویه ۲۰۱۸، وی خاطرنشان کرد که مارول و ای بی سی "مواردی را که نتیجه ندادند و همچنین آنچه ما دوستشان داشتیم را، امتحان کردند. ما در این فصل چند مورد را ایجاد کردیم که فکر نمی‌کنیم به زودی به پیش برویم، بنابراین می‌خواهیم واقعاً با دقت به کارهایی که در آینده انجام می‌دهیم نگاه کنیم، زیرا ایده برای ما این است که به چیزی برسیم هم برای مارول و هم برای ای بی سی که خیلی خوب کار کند، بنابراین ما می‌خواهیم به آزمایش در آنجا ادامه دهیم. " در ماه آگوست، دانگی گفت: "ما از نظر پخش سریال‌های جدید مارول در ای بی سی" چیزهای مختلفی را برای پخش آماده می‌کنیم "و یک ایده به خصوص وجود دارد که او از صحبت کردن هیجان زده‌است. در سپتامبر ۲۰۱۸، ای بی سی تعهد داد که یک سریال با ابرقهرمانان زن کمتر شناخته شده تولید کند، و نویسندگی تهیه کنندگی اجرایی را به آلن هاینبرگ واگذار کرد. جف لوب همچنین قرار بود سریال‌های بالقوه ای را به عنوان تهیه کننده اجرایی تولید کند. این ایده از نظر سریال جدیدی که مارول و ای بی سی درحال ساختن بودند، «یک مدعی قوی برای دریافت» بود. با این حال، در فوریه سال ۲۰۱۹، ای بی سی علی‌رغم تعهد تولید «بزرگ» خود، تصمیم به پیگیری قسمت آزمایشی نگرفت. نلی آندریوا از ددلاین هالیوود خاطرنشان کرد: «اگر این سریال دوباره طراحی شود، مشخص نیست».

### روح سوار مارول
در مرز تگزاس و مکزیک، رابی رایز با رها کردن روح سوار شیطانی از گناهکاران انتقام می‌گیرد.
در ماه مه ۲۰۱۹ اعلام شد که هولو در حال ساخت سریال روح سوار است که شامل تجسم شخصیت رابی رایز است. این سریال تلویزیونی با محوریت شخصیت روح سوار، مدتی است که بعد از حضور روح سوار در مأموران شیلد فصل ۴، مورد بحث قرار گرفته‌است. گابریل لونا می‌توانست نقش خود را برای این سریال تکرار کند. اینگرید اسکاجدا علاوه بر شورانر سریال، با پل زیبسوزسکی و جف لوب برای تهیه کنندگی این سریال استخدام شد. در سپتامبر ۲۰۱۹ اعلام شد که این سریال به دلیل اختلافات خلاقانه پیش نمی‌رود.
این سریال یک اسپین آف مورد نظر از مأموران شیلد نبود، بلکه تمرکز خود را بر روی «همان شخصیت [معرفی شده در مأموران شیلد] با [داستان] جدیدی که به تنهایی زندگی می‌کند» بود. این سریال بخشی از بخش «ماجراجویی به درون ترس» بود.